# Nico Burkhardt
Nico Burkhardt (* 12. April 1984 in Lutherstadt Wittenberg) ist ein deutscher Koch.

## Werdegang
Nach der Ausbildung im Restaurant Dressler in Berlin wechselte er als Souschef zum Hotel Atol in Helgoland.
Dann ging er zur Residenz Heinz Winkler nach Aschau (zwei Michelinsterne) und zum Hotel Adlon in Berlin.
Danach wechselte er zum Restaurant Mar a Lago in Palm Beach in Florida, das zur Trump Organization gehört.
Ab August 2006 war er Souschef im Gourmetrestaurant Seven Seas bei Karlheinz Hauser in Hamburg.
Von Juni 2011 bis Juni 2018 war er Küchenchef im Restaurant Olivo in Stuttgart, das seitdem mit einem Michelinstern ausgezeichnet wurde.
Seit September 2018 ist er Geschäftsführer im Boutiquehotel Pfauen in Schorndorf, in dem er ab Mitte Oktober 2018 sein eigenes Restaurant Nico Burkhardt führt.

## Auszeichnungen (Auswahl)
- 2011: Ein Stern im Guide Michelin 2011 für das Restaurant Olivo
- 2015: 17 Punkte im Gault Millau
- 2017: Aufsteiger des Jahres im Schlemmer Atlas[3]
- 2020: Ein Stern im Guide Michelin 2020 für das Gourmetrestaurant Nico Burkhardt[4]